# Boehmeria lohuiensis
Boehmeria lohuiensis là loài thực vật có hoa trong họ Tầm ma. Loài này được J.J.Chien mô tả khoa học đầu tiên năm 1963.